# アークランズ
アークランズ株式会社（英: ARCLANDS CO.,LTD.）は、新潟県三条市に本社を置き、ホームセンターチェーン「ホームセンタームサシ」「ビバホーム」を展開する企業である。グループ全体で全国にホームセンター事業を展開している。かつての社名は株式会社坂本産業→アークランドサカモト株式会社。

## 概要

ホームセンタームサシのロゴ

1952年、金物類の卸業として創業。ホームセンター1号店を新潟市に開店したのは1978年。2022年現在、主に新潟県、石川県、富山県を中心に「ホームセンタームサシ」を、東日本、東海、近畿、九州の広い範囲に「ビバホーム」・「スーパービバホーム」を展開する。またホームセンター以外に小売事業としては食品スーパー「ムサシ食品館」、ペットショップ、アート・クラフト専門店を運営する。インターネット通信販売も行っている。
このほか卸売事業、リフォーム事業、フィットネス（JOYFIT・FIT365のフランチャイズ店）、店舗開発に関する不動産事業を手掛ける。創業以来の卸売事業は2024年9月、旧社名と同名のアークランドサカモトを新設分割にて設立し承継した。
2024年12月13日、ロピアとの業務提携を発表。アークランズはロピアとフランチャイズ契約を結び、2025年春にロピアムサシ新潟店を出店し、以降3年間で10店舗の出店を計画。新潟県、富山県、石川県で10年後に1000億円の売上を目指す。また、ロピアはムサシ、ビバホーム施設内への出店優先権を獲得。スーパービバホーム吹田千里丘店、清田羊ケ丘通店、ムサシ姫路店に2025年春出店する。
子会社で、とんかつ専門店「かつや」などを傘下に持つアークランドサービスホールディングスは、旧アークランドサカモトの外食事業部門が分社独立した後、事業会社を分割した持株会社である。

## 沿革

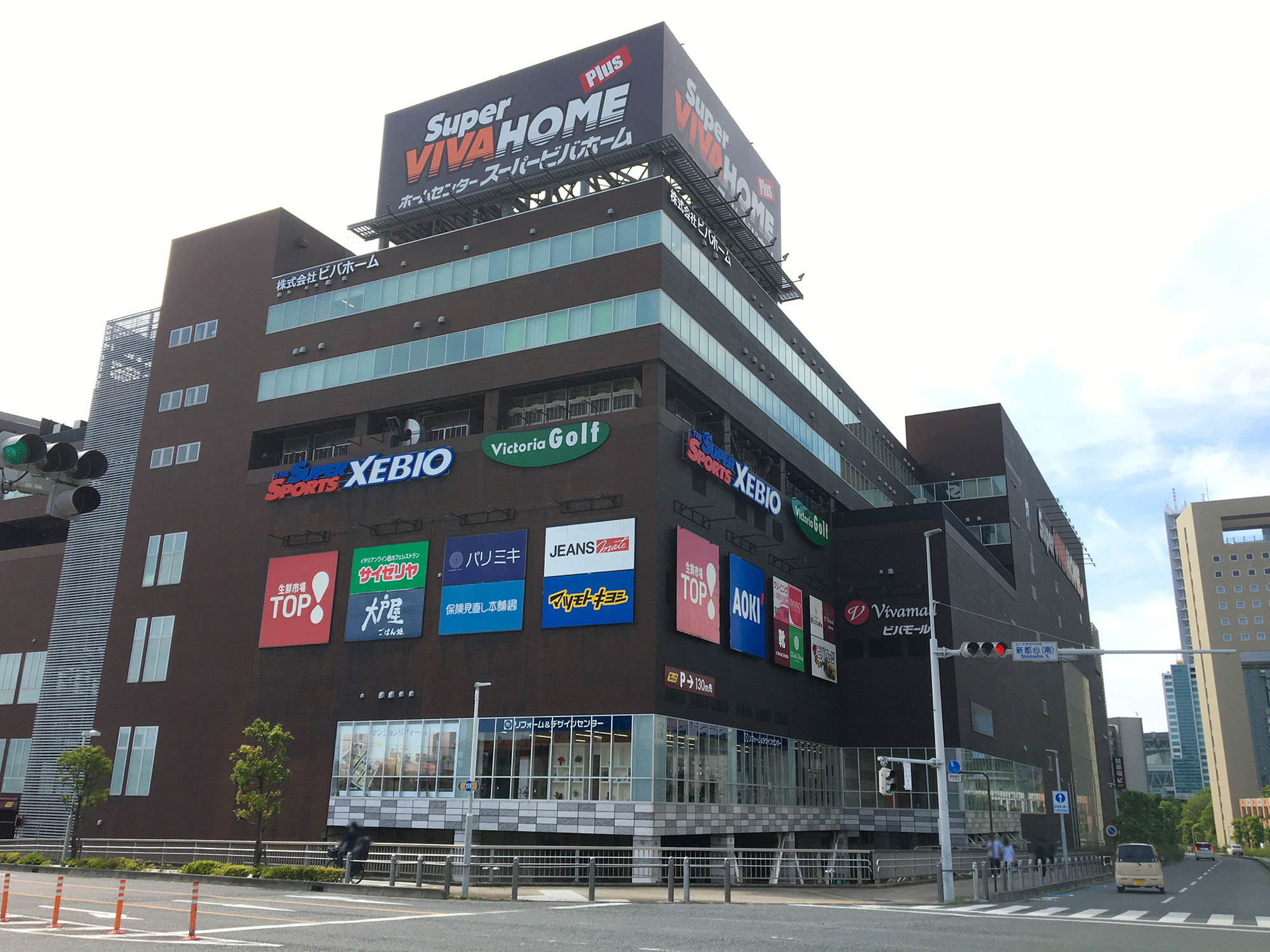
アークランズ関東本部（埼玉県さいたま市浦和区、2023年6月）

- 1952年（昭和27年） - 坂本商会として金物卸を創業[1]。
- 1970年（昭和45年）7月1日 - 「株式会社坂本産業」として法人化[1]。
- 1973年（昭和48年） - DIY、ホームセンター業界へ参入。
- 1978年（昭和53年）5月 - ホームセンター1号店を新潟市青山（現在の西区青山）に開店[注 2]。当時の商号表記は「ホームセンター武蔵」で、武蔵坊弁慶をモデルにしたマスコットキャラクターが存在した。また、数字の「634」を語呂合わせでムサシと読むため一時期は店舗の看板にも使用されていた。
- 1986年（昭和61年）4月 - 外食事業部を設ける[7]。
- 1987年（昭和62年）12月 - 株式会社武蔵を吸収合併。会社名をアークランドサカモトに変更。
- 1989年（平成元年）9月 - 株式を社団法人日本証券業協会へ店頭売買銘柄として登録する。
- 1992年（平成4年）6月 - ホームセンター県外出店1号店「ホームセンタームサシ遊佐店」（山形県飽海郡遊佐町）を開店。
- 1993年（平成5年）
  - 3月 - 外食事業部を分社独立するため新たにアークランドサービス株式会社（現・アークランドサービスホールディングス）を設立。
  - 7月 - 外食事業部の営業をアークランドサービス株式会社に譲渡し分社する[1]。
  - 7月 - スーパーセンター1号店「スーパーセンタームサシ長岡店」（新潟県長岡市）を開店。
  - 11月 - 自社ホームセンターに隣接する複合商業施設「アークプラザ長岡」の管理運営を行うデベロッパー事業に取組む。
- 1994年（平成6年）
  - 1月 - 子会社ランドジャパン株式会社を設立[1]。
  - 7月 - 物流部門をランドジャパン株式会社に譲渡し分社独立する[1]。
  - 3月 - 富山県内1号店となる「ホームセンタームサシ氷見店」を開店。
- 2003年（平成15年）3月 - 東京証券取引所市場第二部上場（証券コード:9842）。
- 2004年（平成16年）
  - 3月 - 東京証券取引所市場第一部指定。
  - 10月- 関西1号店となる「ホームセンタームサシ姫路店」（兵庫県）を開店。同時に「アークオアシスデザイン姫路店」を開店。
- 2005年（平成17年）10月 - 京都府内1号店となる「ホームセンタームサシ京都八幡店」を開店。同時に「アークオアシスデザイン京都八幡店」を開店。
- 2007年（平成19年）
  - 4月 - 宮城県内1号店となる「ホームセンタームサシ仙台泉店を開店。同時に「アークオアシスデザイン仙台泉店」を開店。
  - 8月 - 子会社アークランドサービス株式会社がジャスダック証券取引所（後の東京証券取引所JASDAQ（スタンダード））に株式上場。
- 2008年（平成20年）
  - 2月 - 子会社の宮元屋ムサシ株式会社を吸収合併する。
  - 6月 - 宮城県に「ホームセンタームサシ名取店」を開店。
  - 9月 -「JOYFUL-2新潟店」の店名を「アークオアシスデザイン新潟店」に変更。
- 2010年（平成22年）7月 - フードデポ新潟店の店名を「ムサシ食品館新潟店」に変更。
- 2011年（平成23年）
  - 2月20日 - 子会社のランドジャパン株式会社を吸収合併する。
  - 3月11日 - 東日本大震災で仙台泉店、名取店が被災。
  - 10月 - 大阪府内1号店となる「ホームセンタームサシ貝塚店」を開店。
- 2012年（平成24年）
  - 10月 - 長野県内1号店となる「ホームセンタームサシ長野南店」を開店。
  - 11月 - 福井県内1号店となる「ホームセンタームサシ丸岡店」を開店。
- 2014年（平成26年）6月 - 子会社アークランドサービス株式会社が東京証券取引所市場第一部へ上場市場を変更。
- 2016年（平成28年）7月 - 子会社アークランドサービス株式会社が持株会社となり、アークランドサービスホールディングス株式会社に商号変更。
- 2019年（平成31年／令和元年）
  - 8月 - 関東第1号店となる「ホームセンタームサシ久喜菖蒲店」を開店。
  - 9月 - ヴァ―テックスよりジョイフィット事業を承継[8]。
- 2020年（令和2年）- 同業のLIXILビバとの間で資本業務提携を締結した上で、TOBなどによって同社を子会社化した[9][10][11]。
- 2022年（令和4年）
  - 4月 - 同社及び子会社アークランドサービスホールディングス株式会社が、東京証券取引所プライム市場へ移行。
  - 9月 - 完全子会社の株式会社ビバホームを同年9月1日付で吸収合併することを発表[12]。同時に社名をアークランズに変更[13]。旧ビバホーム本社（さいたま市）を関東本部とする。
- 2023年（令和5年）9月 - 株式交換によりアークランドサービスホールディングス株式会社を完全子会社とする[14]。
- 2024年（令和6年）
  - 9月 - 卸売事業を、新設分割により設立したアークランドサカモト株式会社へ承継[4][5]。
  - 12月13日 - ロピアと業務提携[6]。

## 展開する店舗

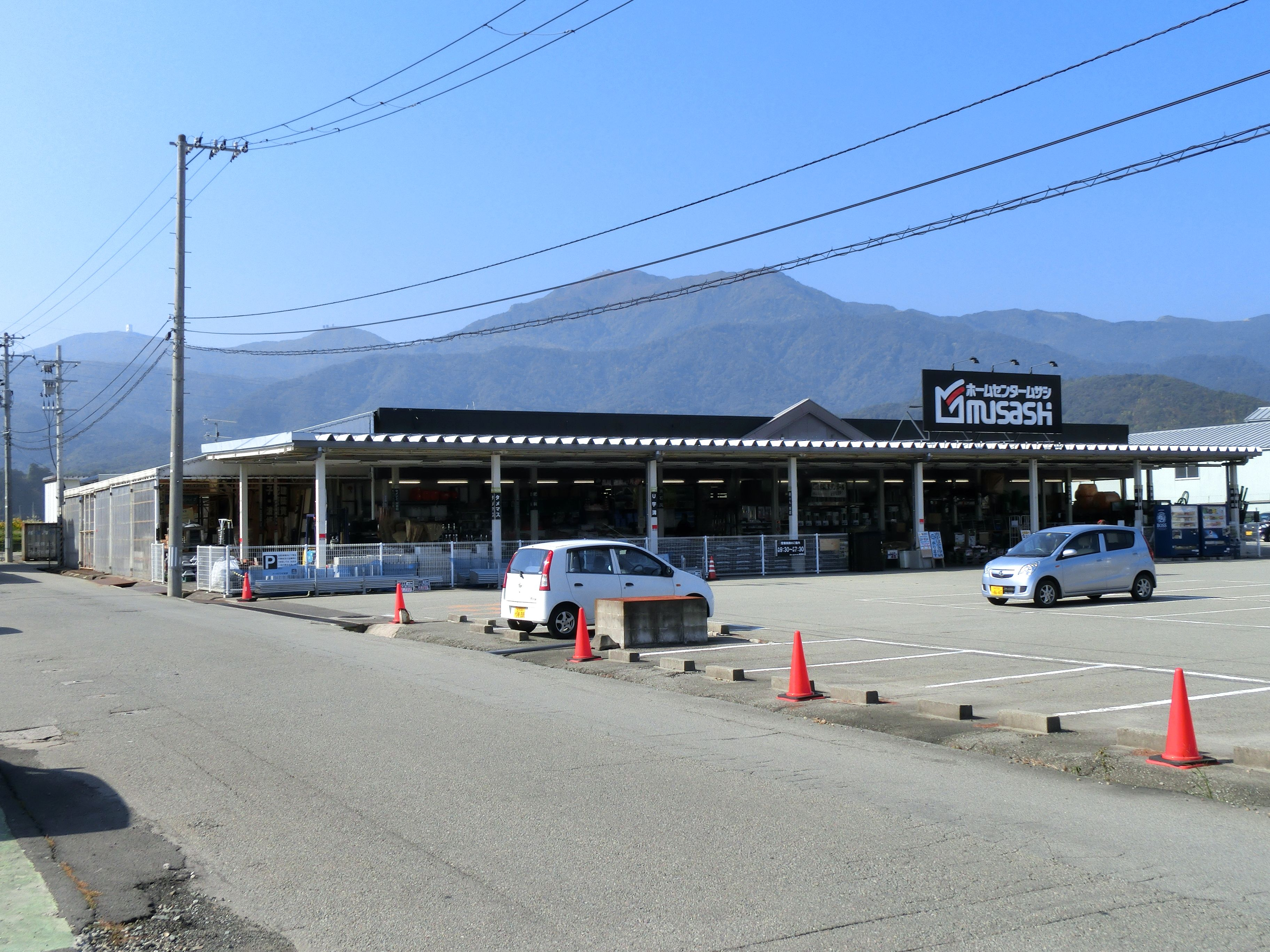
ホームセンタームサシ両津店

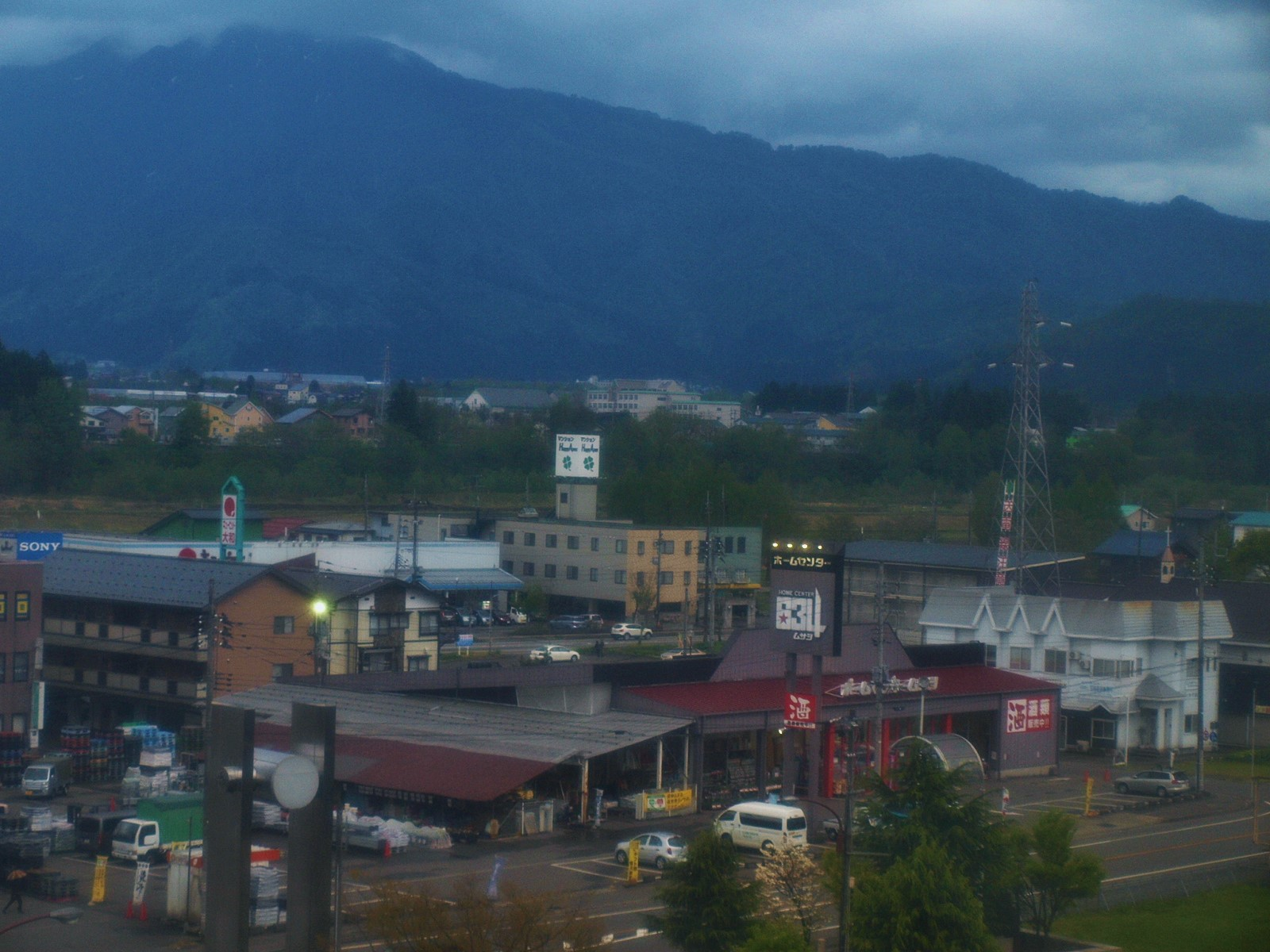
「634」ロゴ看板のホームセンタームサシ浦佐店（現在はフランチャイズを解消し「ホームセンターウラサ」）

- 2022年9月現在、ホームセンタームサシ、ビバホームを合わせて 241店舗を展開（うち海外2店舗）。
- 「ホームセンタームサシ」を宮城県・山形県・新潟県・富山県・石川県・福井県・長野県・埼玉県・京都府・大阪府・兵庫県に展開する（2021年4月現在）[15]。現行店舗については、ホームセンタームサシ 店舗情報 を参照。
- 「アークオアシス」の一部店舗は「ホームセンタームサシ」が営業していない地域にも出店しており、神奈川県に「長津田店」（「ヴィシーズ」から改称したため。同店はスーパービバホーム内に出店している）、北海道に「大麻店」（当社と提携下にあるジョイフルエーケーの店内に出店）がある。
- ムサシ直営店47店舗、FC店舗7店舗、流通センター2ヶ所（2020年現在）

店舗一覧（※はビバホーム系列）
- ホームセンター - ホームセンタームサシ、ビバホーム※、スーパービバホーム※
- スーパーマーケット - ムサシ食品館
- ペットショップ - ニコペット
- アート＆クラフト専門店 - アークオアシス、ヴィシーズ※
- リフォーム - アークスタイル、リフォ－ム＆デザインセンター※
- フィットネス - JOYFIT、FIT365

## テレビ番組
- 日経スペシャル カンブリア宮殿 失敗から新ビジネスを生む 異色チェーンの舞台裏！（2023年5月4日、テレビ東京）- 出演：アークランズ 社長 坂本晴彦[17]。